# Тачбэк
Тачбэк (англ. Touchback) в американском и канадском футболе происходит после любого удара ногой, после которого мяч упал в чужой зачётной зоне. В канадском футболе если мяч упал в чужой зачетной зоне, пробивающая команда зарабатывает одно очко.

## Варианты тачбека
Тачбек может произойти в следующих случаях:
- Мяч после панта или кик-оффа вылетает в аут в чужой зачетной зоне или игрок ловит мяч в своей зачетной зоне и садится на колено сигнализируя о том, что он не намерен возвращать мяч. Если игрок ловит мяч в своей зоне, затем бежит вперед касаясь ногами поля и возвращается назад в свою зачетную зону, это считается сейфти.
- Игрок пробивающий команды ловит мяч в чужой зачетной зоне, это тачбек и другая команда получит мяч.
- Защитник перехватывает мяч в своей зачетной зоне, его команде засчитывается тачбек.

## После тачбека
АМЕРИКАНСКИЙ ФУТБОЛ
Команда, после тачбека, получит мяч на своей 20 или 25-ярдовой линии (зависит от варианта тачбека). В NCAA, после тачбека, команда может получить мяч на своей 25-ярдовой линии. В средней школе мяч помещается на свою 20-ярдовую линию (Техас использует правила NCAA).
КАНАДСКИЙ ФУТБОЛ
В канадском футболе, если мяч упал в зачетной зоне, пробивающий команде засчитывается сингл (англ. Single) и одно очко. Команда теряющая очко получит владение на своей 35-ярдовой линии. Если защита перехватила мяч в своей зоне, то будет назначена схватка за на 20-ярдовой линии команды, которая сделала перехват.

## Промах филд гола в тачбек
В НФЛ и NCAA, в случае если филд гол промазан с 20-ярдовой линии и ближе, команда, которая до филд гола играла в защите, получит мяч на своей 20-ярдовой линии.